# Cyril King
Cyril Emanuel King (Frederiksted, 7 april 1921 — 2 januari 1978) was de tweede gekozen gouverneur van de Amerikaanse Maagdeneilanden van 1975 tot zijn dood in 1978. 
In 1984 werd de luchthaven Harry S. Truman op Sint-Thomas hernoemd naar luchthaven Cyril E. King door de wetgevende macht van de Maagdeneilanden.